# Левінко
Левінко (пол. Lewinko) — село в Польщі, у гміні Ліня Вейгеровського повіту Поморського воєводства.
У 1975-1998 роках село належало до Гданського воєводства.